# Штіубієнь
Штіубієнь, Штіубієні (рум. Știubieni) — село у повіті Ботошані в Румунії. Входить до складу комуни Штіубієнь.
Село розташоване на відстані 396 км на північ від Бухареста, 27 км на північний схід від Ботошань, 107 км на північний захід від Ясс.

## Населення
За даними перепису населення 2002 року у селі проживали 1888 осіб, усі — румуни. Усі жителі села рідною мовою назвали румунську.